# Pteropygme pyrrha
Pteropygme pyrrha är en fjärilsart som beskrevs av Arnold Pagenstecher 1900. Pteropygme pyrrha ingår i släktet Pteropygme och familjen signalmalar. Inga underarter finns listade i Catalogue of Life.